# Ramon Sapés i Farré
Ramon Sapés i Farré   (Sabadell, 4 de febrer de 1910 - Sabadell, 1939) fou un nedador català especialitzat en la braça.
Membre del Club Natació Sabadell, el 1934 passà al Club Natació Terrassa. Campió de Catalunya en 200 metres (1929, 1930, 1931) i 400 metres (1929, 1931). També fou vuit anys consecutius campió d'Espanya de 200 m (1928-35) i dos anys de 400 m (1934, 1935).
En el període 1929-35 establí catorze rècords de Catalunya (dos en 100 m, quatre en 200 m, cinc en 400 m i tres en 3 × 100 m estils) dels quals dotze ho foren d'Espanya.